# Parc Montsouris
Parc Montsouris (park Montsouris) je veřejný park na jihu Paříže ve 14. obvodu. Vznikl v 19. století na místě starých lomů jako anglický park. Jeho rozloha činí 15 ha. V parku roste přes 1400 stromů.

## Historie
O vytvoření parku Montsouris bylo rozhodnuto v roce 1860 v rámci velkých stavebních úprav v Paříži, které vedl baron Haussmann. Výstavbou parku byl pověřen inženýr Jean-Charles Alphand.
Na tomto místě se nacházely opuštěné kamenolomy, které částečně sloužily jako pohřebiště. Při tvorbě parku proto muselo být vyzvednuto ze země 813 tělesných pozůstatků. Při realizaci stavitelé museli čelit i dalším problémům, především tomu, že přes budoucí jednak vedla železniční trať (dnes využívaná linkou RER B) a navíc zde byl ještě hlouben tunel pro další trať. Samotné práce na parku začaly v roce 1867 a pokračovaly až do roku 1878, i přesto, že park byl pro veřejnost otevřen již v roce 1869.

## Stavby v parku

Parc Montsouris

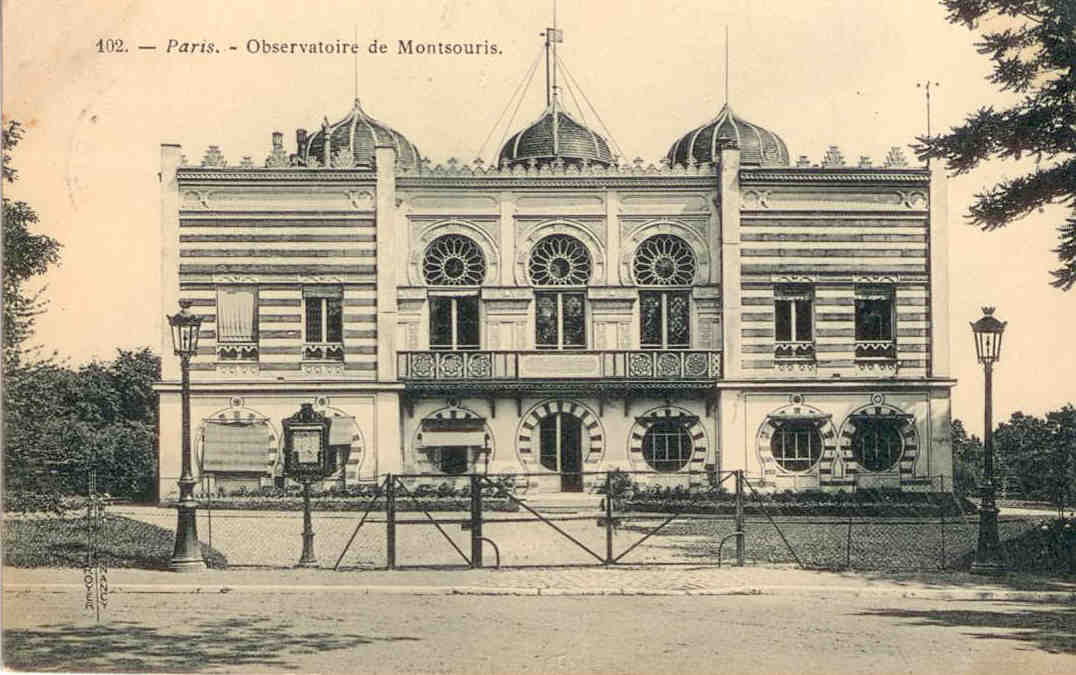
Palais du Bardo

- Nejvýznamnější budovou v parku byl tzv. Palais du Bardo, bývalý výstavní pavilon z roku 1867 postavený v maurském slohu, neboť reprezentoval Tunisko. Pavilon zakoupilo město Paříž a v roce 1869 byl přenesen do parku. Původně měl sloužit jako ubytovna pro zaměstnance meteorologické stanice, ale při obléhání Paříže v prusko-francouzské válce a během bojů za Pařížské komuny byl poničen. Po opravě sloužil nejprve meteorologické stanici, od roku 1876 jako astronomická observatoř pro námořnictvo. Od roku 1893 zde bylo středisko pro chemickou a bakteriologickou analýzu vzduchu v Paříži. V roce 1974 byl pavilon opuštěn a chátral. Stavba sice byla zahrnuta do seznamu historických památek, ale v roce 1991 krátce před plánovanou rekonstrukcí zcela vyhořela.
- V roce 1872 byla v paláci Bardo zřízena meteorologická stanice. Od roku 1896 pak k ní přibyla stanice umístěna na Věži Saint-Jacques v centru města. V roce 1973 byla postavena nová moderní budova, která dodnes slouží pro předpovědi pro Paříž a její předměstí.
- Od roku 1889 stojí v parku zahradní restaurace Pavillon Montsouris, kterou navštěvovalo mnoho slavných osobností jako např. Lev Trocký a V. I. Lenin nebo Simone de Beauvoir a Jean-Paul Sartre.

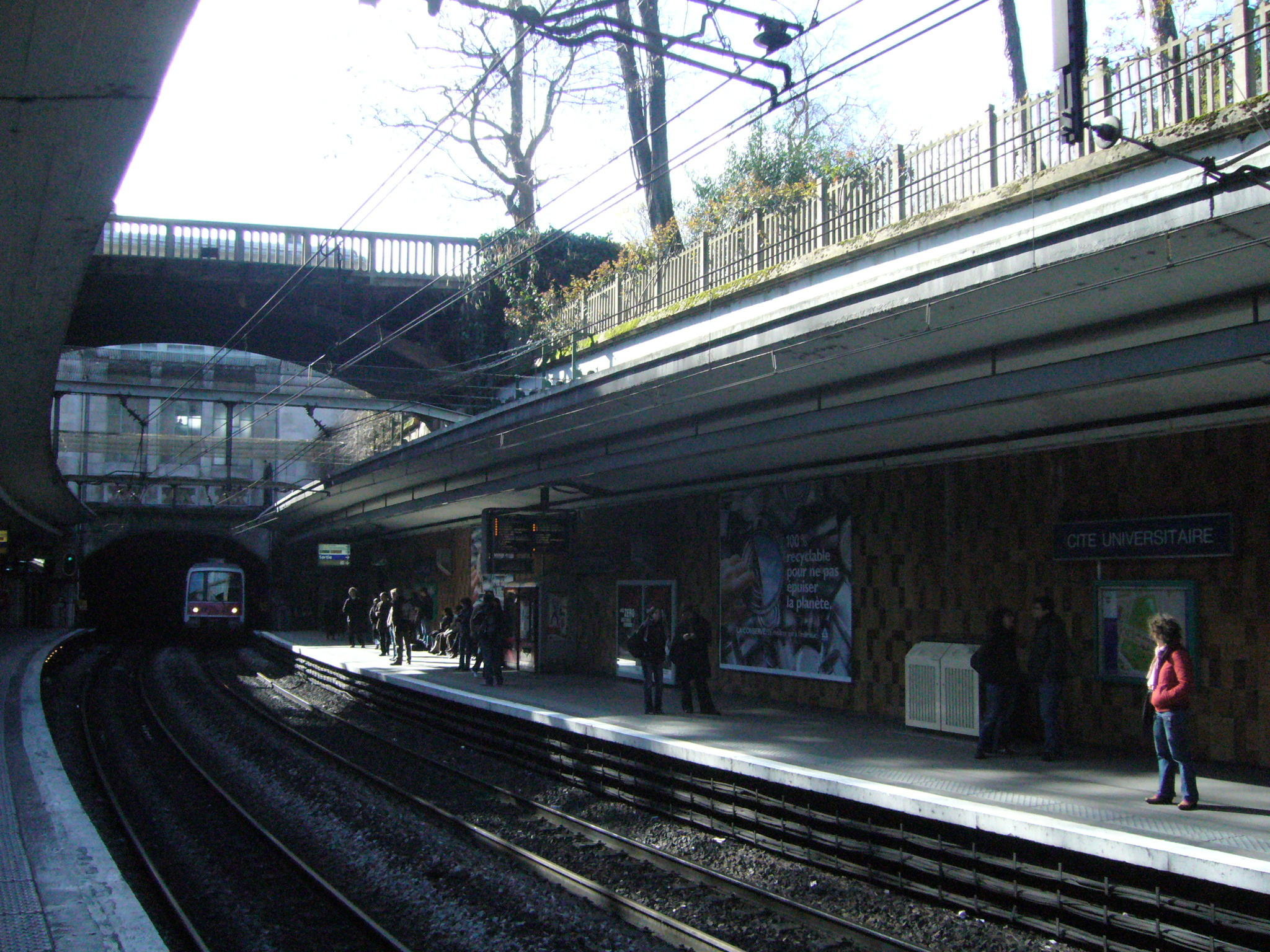
Nástupiště stanice RER B

- Na jižním okraji parku se nachází stanice RER Cité Universitaire. Jedná se o stanici zaniklé železniční tratě, která je od roku 1977 využívána pro linku RER B, a která rozděluje v zahloubeném příkopu park na dvě poloviny. Přes železnici vedou dvě pěší lávky. Od roku 2006 je zde možné přestoupit na tramajovou linku T3, která vede po Boulevardu Jourdan.
- Pod parkem prochází rovněž 1 km dlouhý tunel další železnice, která však byla zrušena v roce 1934 a od té doby je nevyužívaná. Stanice této linky byla zbořena na počátku 80. let 20. století.

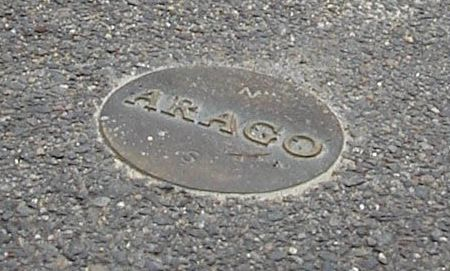
Medailon v chodníku

- Parkem prochází tzv. Pařížský poledník. Jeho vyznačení na zemském povrchu bylo v roce 1736 provedeno na severu Paříže na Montmartru a na jihu v zahradě Pařížské observatoře. Ze zahrady byl v roce 1806 Jižní milník přesunut do parku Montsouris. Jedná se o čtyři metry vysokou stélu. U příležitosti dvousté výročí narození Françoise Araga byl v letech 1989-1994 vytvořen pás z 135 medailonů zasazených do chodníků, které vyznačují, jak prochází Pařížský poledník Paříží. Devět z nich se nachází v parku Montsouris.
- V parku je umístěno rovněž množství soch.

## Galerie

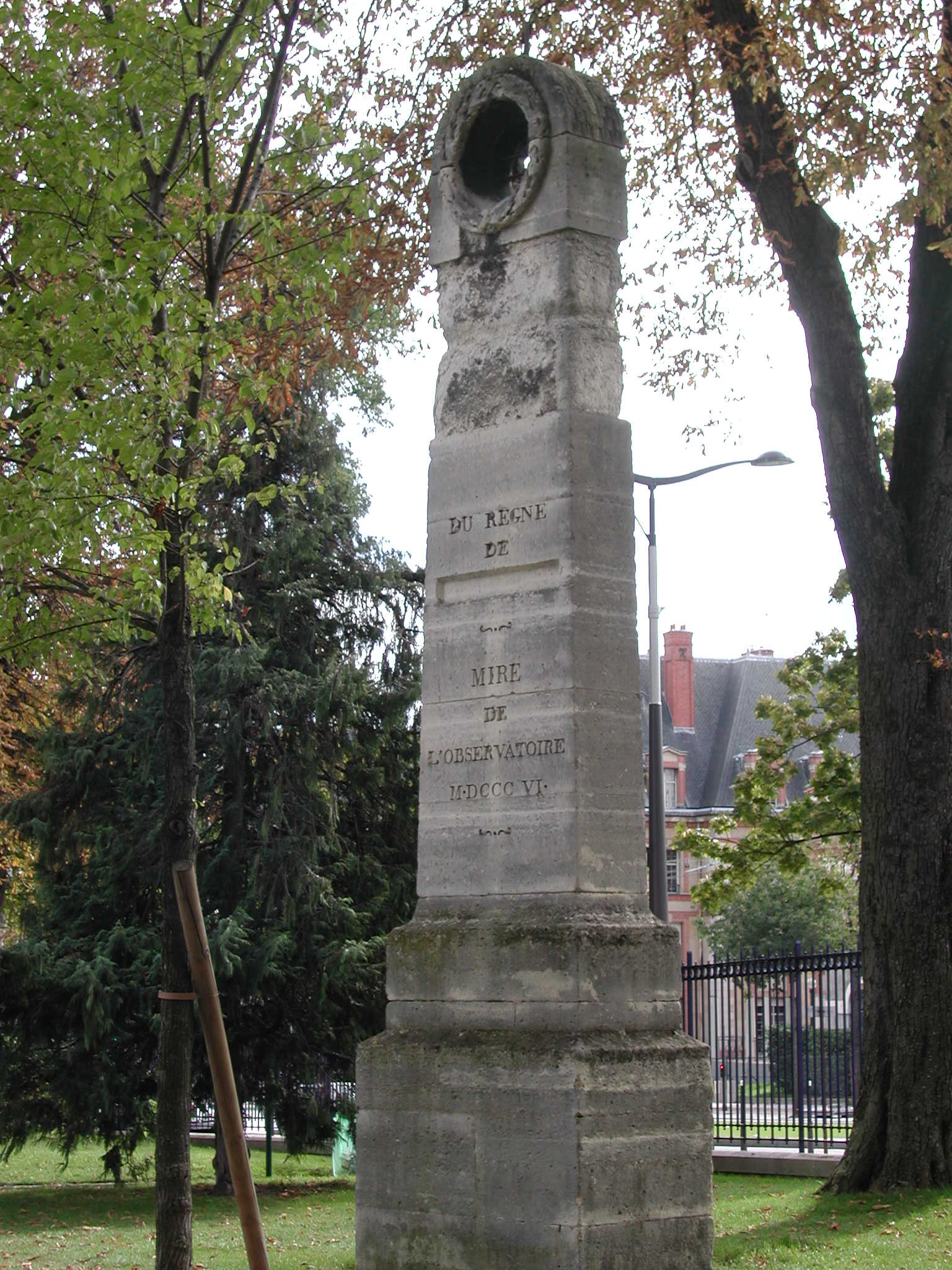
Milník Pařížského poledníku
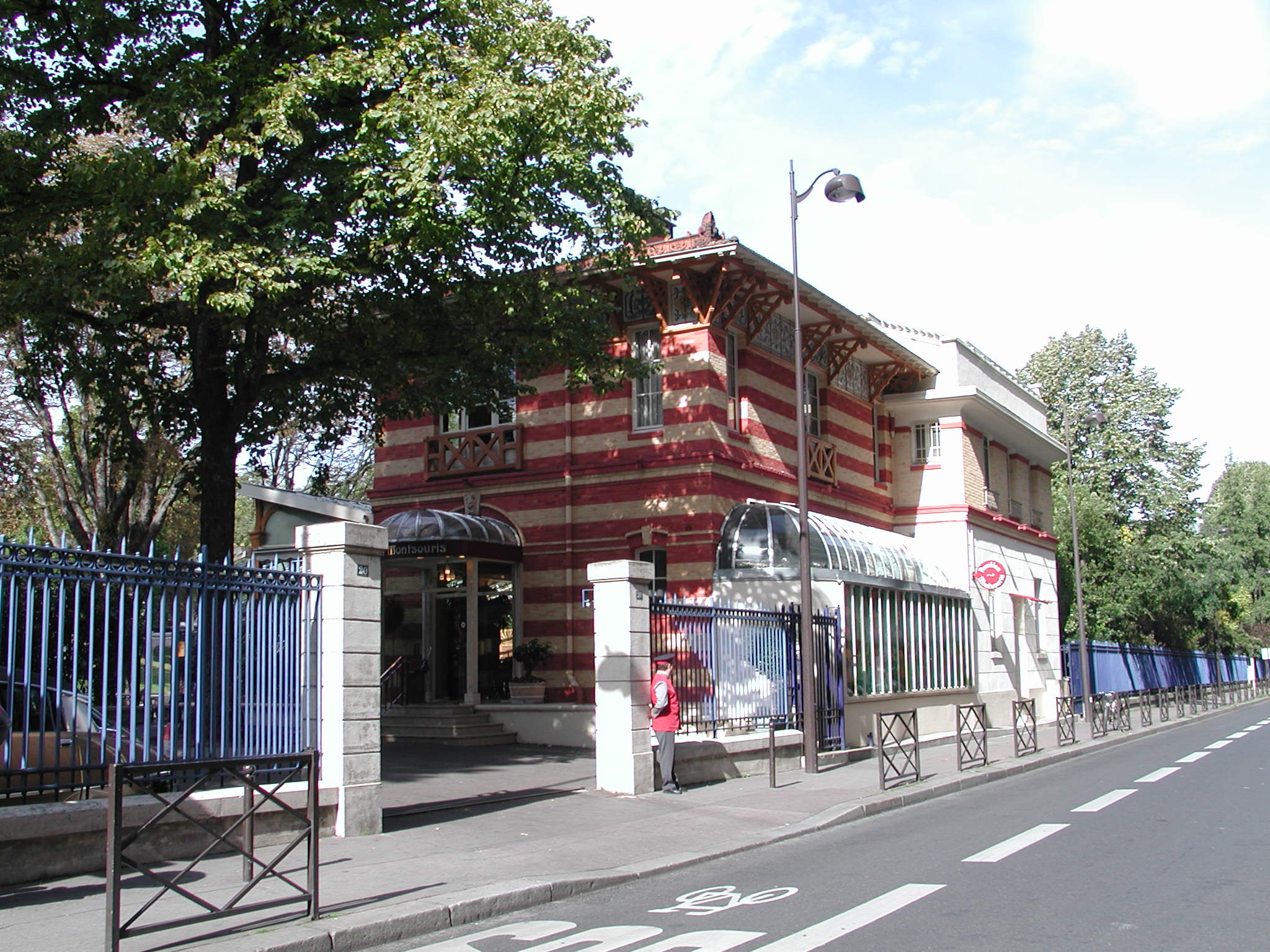
Zahradní restaurace
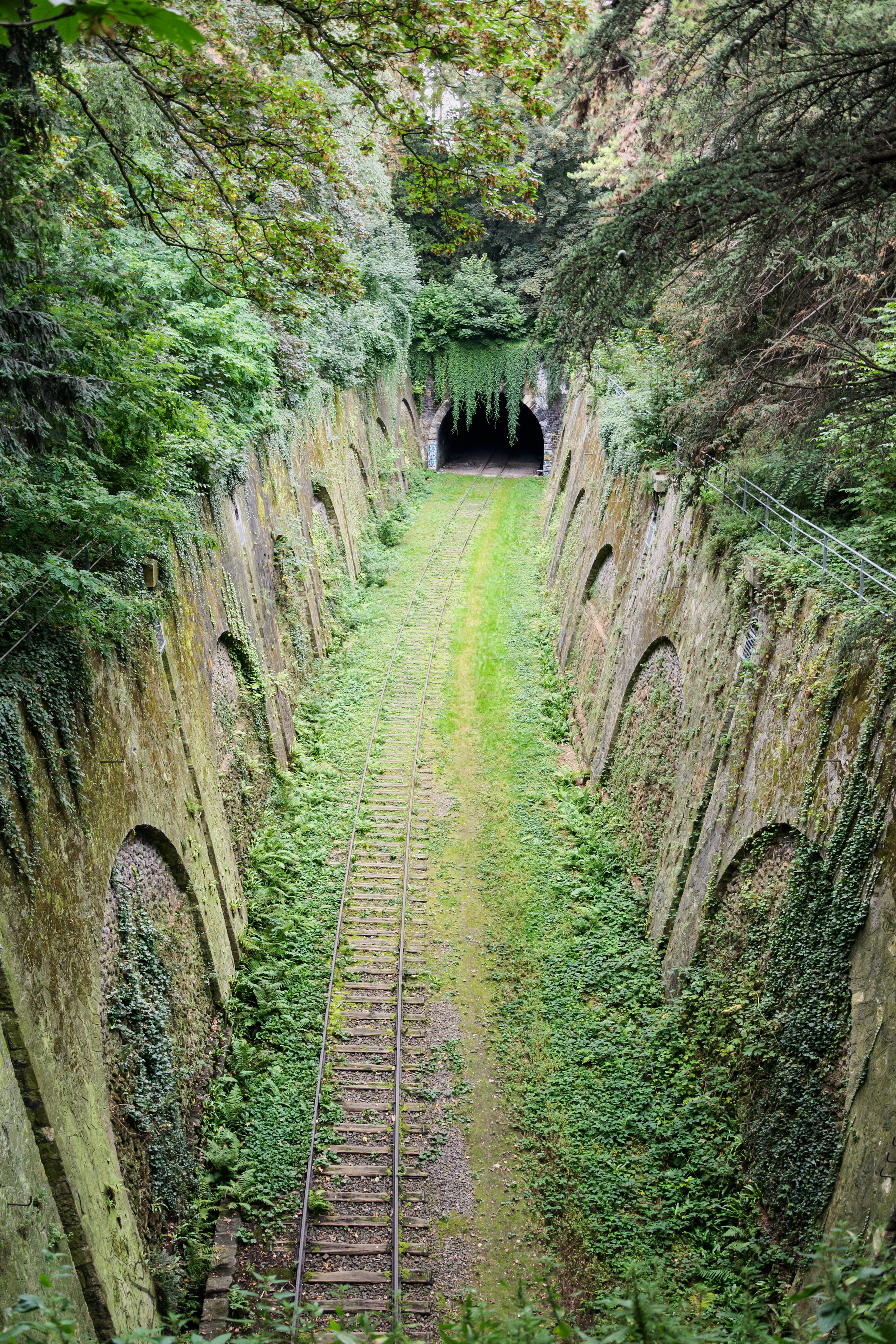
Zaniklá železnice Petite Ceinture
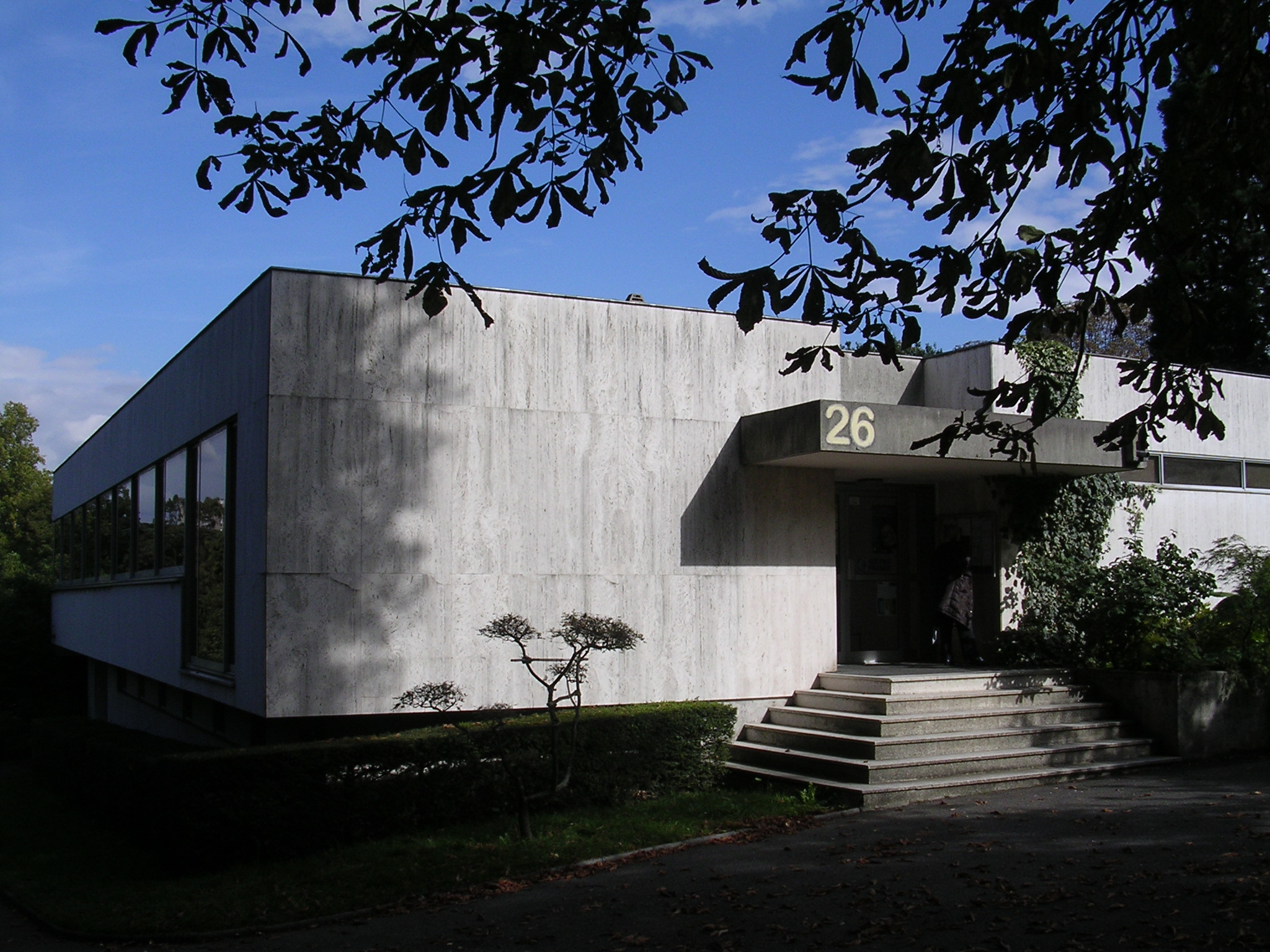
Budova meteorologické stanice
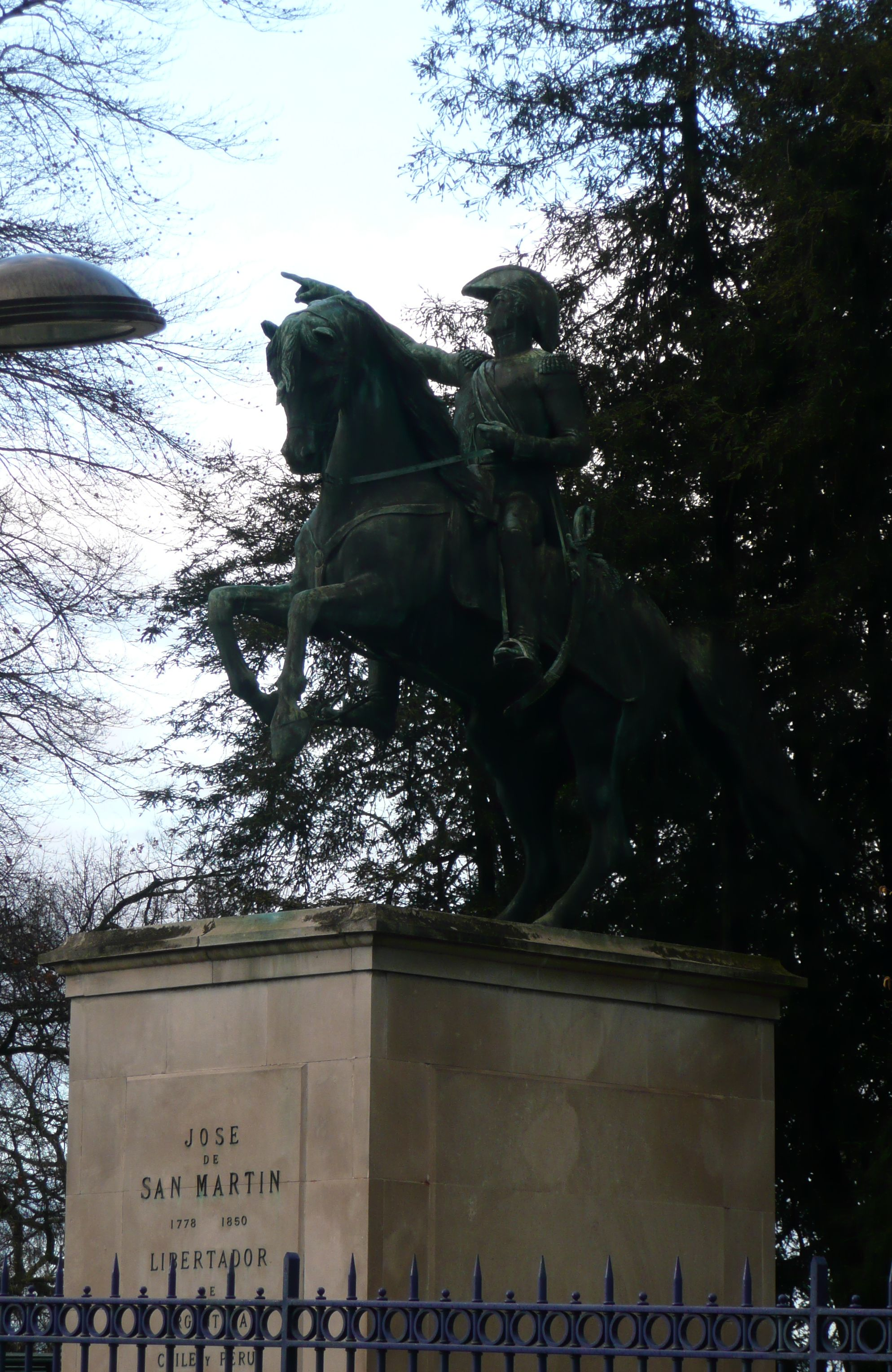
José de San Martín